# Dendryphantes lanipes
Dendryphantes lanipes är en spindelart som beskrevs av Koch C.L. 1846. Dendryphantes lanipes ingår i släktet Dendryphantes och familjen hoppspindlar. Inga underarter finns listade i Catalogue of Life.